# جامعة مدينة هيروشيما
جامعة مدينة هيروشيما (باليابانية: 広島市立大学) هي جامعة حكومية يابانية تقع في مدينة هيروشيما في محافظة هيروشيما، تأسست في عام 1994. تقوم بتعليم كل من الطلاب الجامعيين وطلاب الدراسات العليا. تتميز جامعة هيروشيما بشكل خاص ببرنامج دراسات السلام بما يتماشى مع مكانة هيروشيما كمدينة سلام دولية.

## وصلات خارجية
- الموقع الرسمي